# Villajimena
Villajimena es una localidad del municipio de Monzón de Campos, de la Comarca de Tierra de Campos, en la provincia de Palencia.

## Geografía
Villajimena se encuentra enclavada en un valle, al borde la carretera P-405 que lleva de Palencia a Astudillo.
A escala comarcal aparece ubicado en El Cerrato, que se extiende por todo el Suroeste de la provincia de Palencia.

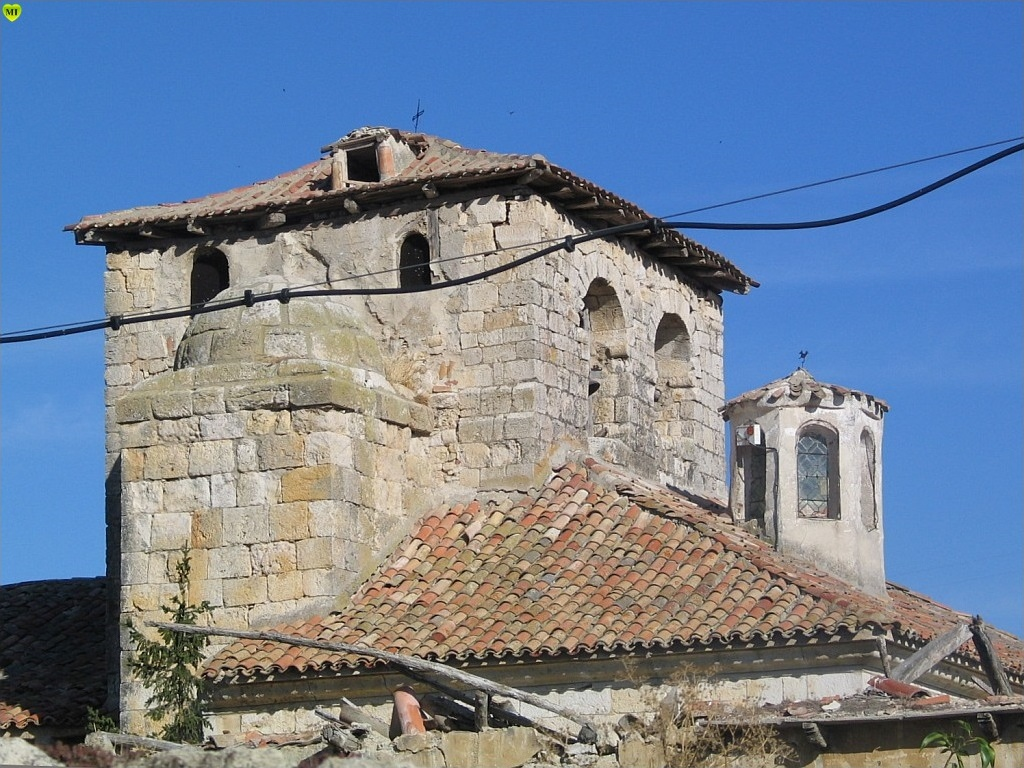
Detalle de la torre de la iglesia

Topográficamente, se inscribe en un valle estrecho encajado, que ha sido excavado por el arroyo de Villalobón con el paso del tiempo geológico, flanqueado al noroeste por el Páramo de Espinos y al suroeste por el monte de Villajimena, (La Aguililla), a una altitud de 808 metros sobre el nivel del mar, mientras que el mencionado monte presenta una altitud de 888 metros.

## Historia
Se desconocen los orígenes de Villajimena, pero se supone que ya estaba habitada en el siglo VI por los visigodos, puesto que de esta época es la necrópolis del Castellar, situada a poco más de 1 km de la población actual.
Tanto en el Becerro de los beneficios de la Catedral de Palencia en 1345, como en el Becerro de Behetrías, aparece Villa Ximena y su iglesia de Santa Olalla. Su nombre, Villa Ximena o Villa de Ximena, origen del nombre actual, viene de que la villa o el lugar donde fue fundada, eran propiedad del Cid Campeador y al contraer matrimonio con Doña Jimena, hija del conde de Oviedo y biznieta del Rey de León Alfonso V, lo donó a su esposa.
Los herederos del Cid Campeador, hicieron donación del señorío de la Villa a Don Pedro García, Obispo de Palencia, este a su vez lo cedió en parte a D. Juan Delgado Ferrer y Cardona, conde de Oñate, encargado del Consejo de Hacienda y secretario de guerra en 1583.
Este señor era catalán, por lo que se supone que su esposa era familia del obispo. A su procedencia catalana se debe sin duda que en 1593 construyera una ermita dedicada a Nuestra Señora de Montserrat, frente a su palacio condal, hoy desaparecido.
También ostentaba el señorío de una parte de Villajimena el prelado de Palencia don Fernando Miguel de Prado.

### SigloXIX
Así se describe a Villajimena en la página 152 del tomo XVI del Diccionario geográfico-estadístico-histórico de España y sus posesiones de Ultramar, obra impulsada por Pascual Madoz a mediados del siglo XIX:

VILLAJIMENA

Villa con ayuntamiento en la provincia y diócesis de Palencia (2 leguas), partido judicial de Astudillo (3), audiencia territorial y capitanía general de Valladolid (10).
Situada en un valle bastante lóbrego por hallarse dominado de cuestas. El clima es sano y poco frío.
Consta de 40 casas de pobre construcción, inclusa la de ayuntamiento; escuela de primeras letras, concurrida por 10 niños y sin más dotación que la corta retribución que dan los padres de los discípulos; para surtido de los vecinos hay 4 fuentes de buena agua a corta distancia de la población. La iglesia parroquial (Santa Eulalia) está servida por un cura de entrada y de provisión ordinaria.
El término confina con Dehesas de Villagutiérrez, Monzón, Fuentes de Valdepero y Villamediana.
Su terreno en la mayor parte laderas y páramo, es poco productivo a excepción de algunos pequeños valles que producen bien. Le baña el arroyo que nace en la dehesa de Villagutiérrez y fuente de Hermosilla. Hay algunos sitios poblados de mata baja de roble y encina, de la cual se surte el vecindario para quemar.
Los caminos son casi todos de herradura, y en mal estado; la correspondencia se recibe de Astudillo.
Producciones: trigo, cebada, avena y pocas legumbres; se cría ganado lanar, y caza de liebres, conejos y perdices.
Población: 40 vecinos, 208 almas.

Capital productivo: 144.548 reales. Imponible: 4.050. El presupuesto municipal asciende a 1.600 reales, y se cubre con el producto de las fincas de propios y otros arbitrios.

### SigloXX
Villajimena fue municipio independiente hasta 1973. En aquel año se decretó su anexión al municipio de Monzón de Campos. El lunes 6 de febrero de 1978, ETA atenta con explosivos contra el repetidor de RTVE cercano a la localidad, construido en 1960.
Tres de las cinco cargas, cada una compuesta por seis paquetes de Goma-2, explotaron en torno a las 7:30 de la mañana, dañando varias de las cuatro patas de la torre de 100 metros y destruyendo por completo la caseta donde se encontraban los equipos de radiofrecuencia, valorados en más de 10 millones de pesetas de la época. Otra caseta contigua también resultó afectada. Esta estación servía de enlace entre la situada en Navacerrada (Bola del Mundo) y las estaciones de Galicia, Asturias, Cantabria, Burgos y País Vasco, por lo que el atentado provocó que todo el norte peninsular estuviera varios días sin señal. Los técnicos de RTVE lograron restablecer provisionalmente el enlace durante la mañana del miércoles 8.

## Geografía humana

### Demografía
| Gráfica de evolución demográfica de Villajimena entre 1842 y 1970 |
| |
| Población de derecho según los censos de población del INE Población de hecho según los censos de población del INEEn este censo se denominaba Villagimena: 1842 Entre el censo de 1981 y el anterior, este municipio desaparece porque se integra en el municipio 34108 (Monzón de Campos) |

En el censo de 1842, Villajimena cuenta con una población de 208 habitantes de hecho.
La pérdida de población ha sido progresiva a lo largo del siglo XX, llegando en el censo de 1981 a integrar los datos relativos a su población en el municipio de Monzón de Campos.

### Evolución demográfica durante elsigloXX
| Año       | 1842 | 1857 | 1860 | 1877 | 1887 | 1897 | 1900 | 1910 | 1920 | 1930 | 1940 | 1950 | 1960 | 1970 | 1980 |
| Población | 208  | 251  | 272  | 218  | 252  | 209  | 220  | 208  | 203  | 184  | 180  | 185  | 146  | 92   |      |

Evolución de la población en el siglo XXI
| Gráfica de evolución demográfica de Villajimena entre 2000 y 2024 |
|                                                                   |

     Población de derecho (2000-2024) según el padrón municipal del INE

## Patrimonio
Todo el pueblo puede considerarse de interés turístico ya que la piedra es el elemento constructivo predominante, existiendo fachadas y arcos que llaman la atención.

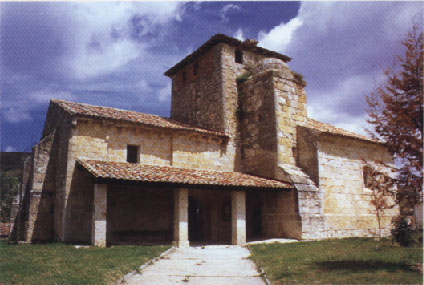
Iglesia de Santa Eulalia

- Iglesia parroquial de Santa Eulalia

Destaca la iglesia parroquial de Santa Eulalia de Mérida, de origen románico, de los siglos XI y XII, reformada y ampliada en época gótica del siglo XV y en la barroca del siglo XVI.
El altar con más valor artístico es el de la Virgen del Rosario, obra de Nicolás de Olanda, Miguel Rodríguez y Baltasar Hernández, y pintado por Luis Aguirre, todos de Palencia.
De su fábrica original tardorrománica, sobreviven, además de una interesante colección de canecillos, algunos de ellos figurados; sus dos accesos. El orientado al sur, protegido como en tantas otras iglesias por un pórtico moderno, consta de un arco doblado sobre pilares, mientras que el dispuesto en el muro septentrional, presenta tres arquivoltas apuntadas sobre jambas lisas.
- La ermita de Montserrat

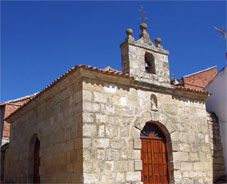
Ermita de Monserrat.

Ermita de fachada herreriana, con puerta de arco, rematada con sencilla espadaña y campanillo. El altar es todo de piedra caliza labrado por escultor inspirado en las obras de juventud de Gregorio Hernández. Fue construida en el siglo XVI.
El presbiterio es un retablo de piedra muy repintado con un relieve central fechado en 1593 que representa 
la Virgen de Montserrat, atribuible a Juan Sanz de la Torrecilla.

## Personajes ilustres
Ángel Tarrero Pérez, poeta que nació en Villajimena el 27 de enero de 1934. Entre sus poesías destacan algunas dedicadas a la villa y a su Semana Cultural.

## Fiestas y tradiciones de Villajimena
- Santa Isabel, 2 de julio

```
 Estas fiestas se celebran al comienzo del verano, fecha en la que el 
pueblo
 tiene muchos veraneantes.
```

- Semana Cultural, segunda semana de agosto.

```
 Fiesta en la que con la juventud del pueblo, y la colaboración de la gente, se realizan distintas actividades culturales en común. Hay juegos de mesa, juegos populares como la rana, 
tanguilla
, 
dardos
 y 
bolos
, y no pueden faltar los juegos infantiles para los más pequeños.
```

- Fiesta de Monserrat, 8 de septiembre

```
 Última fiesta del verano, que consiste en una misa, un aperitivo para todo el pueblo y el día anterior, por la noche, se enciende una gran hoguera en frente de la 
ermita
, y mientras unos tocan el esquilín buscando que este permanezca el máximo tiempo posible dando vueltas sin sonar, otros saltan la hoguera, mandando la tradición que el mayordomo de la cofradía ha de ser el primero en saltar el fuego seguido de los jóvenes.
```

- Fiesta de Santa Eulalia, 10 de diciembre

```
 Fiesta dedicada a la 
patrona
 de la villa.
```

## Alojamientos rurales
- Casa rural Cuarto Carro (Ribas de Campos)
- Hostal La Concordia (Monzón de Campos)

## Fiestas de Monzón de Campos
- 2 de febrero: Las Candelas
- 3 de mayo: La Cruz de Mayo
- 15 de mayo: San Isidro
- 13 de junio: San Antonio
- 6 de agosto: El Salvador